# Justin Sullivan

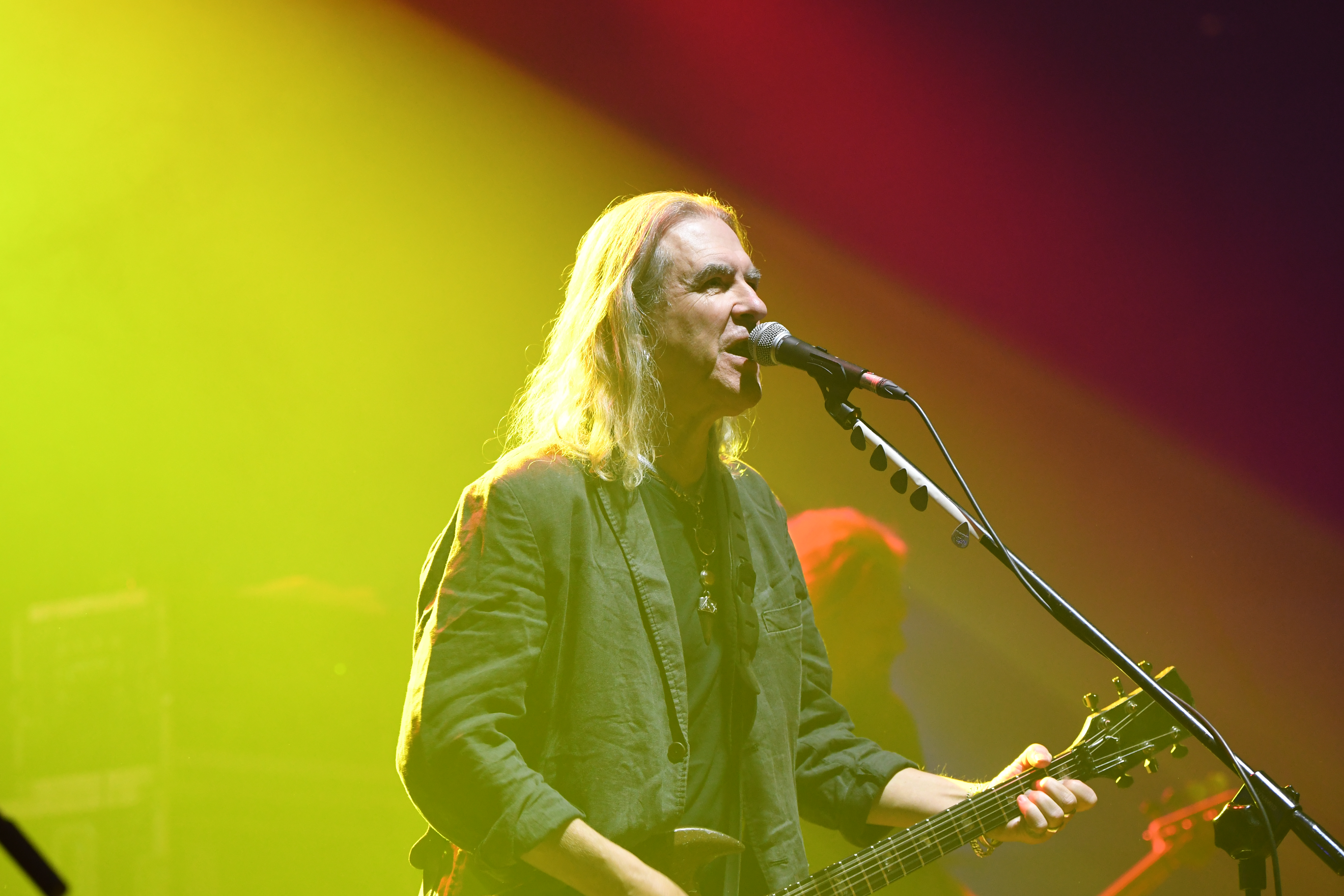
Sullivan in 2023

Justin Sullivan (Jordans in Chalfont St. Giles, Buckinghamshire, 8 april 1956) is een Engels zanger en songschrijver.

## Biografie
Justin Sullivan is stichtend lid, songschrijver en leadzanger-gitarist van rockband New Model Army kortweg NMA, een band die ontstond in 1980 met als thuisbasis Bradford, Yorkshire. Met New Model Army heeft hij veertien studioalbums op zijn actief en zes livealbums. Hij bracht ook nog twee livealbums uit met New Model Army materiaal dat opgenomen werd tijdens kleinschaligere tournees: Big Guitars in Little Europe met voormalig NMA-gitarist Dave Blomberg in 1995 en Tales Of The Road met keyboardspeler en occasioneel gitarist Dean White en drummer Michael Dean onder de naam Justin Sullivan & Friends in 2004. Sullivan is een actief lid en medestichter van het muzikale poëtencollectief Red Sky Coven samen met Brett Selby, Rev Hammer en Joolz Denby. Hij leverde ook een muzikale bijdrage aan de poëzie van Denby op haar albums Hex, Weird Sister en Spirit Stories.
In 2003 bracht Sullivan zijn eerste soloalbum uit: Navigating By the Stars. Hieraan werkten onder meer NMA-bandleden Dean White en Michael Dean mee evenals contrabassist Danny Thompson en harmonicaspeler Mark Feltham.